# Бай Цюмин
Бай Цюмин (кит. упр. 白秋明, пиньинь Bái Qiūmíng; 30 августа 1994, Хэйлунцзян) — китайский конькобежец участник Олимпийских игр 2014 года.

## Биография
На Олимпийских играх в Сочи выступал на дистанции в 500 метров. Итоговый общий результат — 71,45, отставание от лидера 2,14 и 35 место.
Тренер Цюмина — Фэн Цинбо.